# Moriști, Cluj
Moriști (în maghiară Hurubák) este un sat în comuna Cojocna din județul Cluj, Transilvania, România.

## Istorie
Colonie relativ nouă. Localitatea actuală nu apare pe Harta Iosefină a Transilvaniei din 1769-1773 (Sectio 084). 